# Brunst
Brunsten är den tid då honor av däggdjur är parningsvilliga – brunstiga. Könsdelarna svullnar hos hondjuren och en särpräglad doft avges vilket leder handjuret till honan.
Hos de fritt levande djuren inträder brunstperioden under olika men regelbundna tider på året – dessa kallas brunsttid. Hos vissa djur inträffar brunsten flera gånger om året, med regelbundet återkommande intervall, till exempel hos gnagare, hästar och får. Hos andra, vanligen större djur, endast en gång per år. Klimatfaktorer som exempelvis regnperiod och torrperiod kan också påverka när tiden för brunst infaller. Hundar har två brunstperioder per år som är oberoende av årstid, medan nötkreatur och grisar har brunstcykler över hela året.
Brunstcykeln styrs av hormoner från hypofysen, vilka stimulerar äggmognaden i äggstockarna.
Hos hundar och katter säger man att honan löper.